# In Your Face (álbum de Kingdom Come)
In Your Face es el segundo disco del grupo Kingdom Come. Después de su debut comercialmente exitoso, este segundo trabajo resultó un fracaso. En uno de los retrocesos más intensos del hard rock, Kingdom Come redefinió el término "one hit wonder" antes de que In Your Face estuviera en las repisas de las tiendas de discos, sellando el destino del álbum. El sonido zepelinesco aún se escuchaba en temas como "Perfect 'O'". A finales de los 80's hubo trabajos inferiores, pero mejor recibidos, que In Your Face.

## Lista de canciones
1. "Do You Like It" (3:37)
2. "Who Do You Love" (4:11)
3. "The Wind" (5:00)
4. "Gotta Go (Can't Wage A War)" (4:25)
5. "Highway 6" (5:49)
6. "Perfect O" (3:46)
7. "Like A Wild Rose" (4:31)
8. "Overrated" (4:02)
9. "Mean Dirty Joe" (4:08)
10. "Stargazer" (5:13)

## Miembros de la banda
- Lenny Wolf - Voz
- Danny Stag - Guitarra
- Rick Steier - Guitarra
- Johnny B. Frank - Bajo
- James Kottak - Batería